# Sadżida ar-Riszawi
Sadżida Mubarak Atrus ar-Riszawi (ur. 1970, zm. 4 lutego 2015) – iracka terrorystka, uczestniczka zamachu na hotele w Ammanie w listopadzie 2005, skazana na karę śmierci i w 2015 stracona.

## Życiorys
Pochodziła z Iraku. Według niektórych doniesień medialnych była siostrą czołowego działacza Al-Ka’idy Mubaraka Atrusa ar-Riszawiego, prawej ręki Abu Musy az-Zarkawiego, który zginął w nieznanym momencie podczas walk z Amerykanami w irackiej Al-Falludży. 
W 2005 na podstawie fałszywego paszportu wjechała do Jordanii razem z mężem, również Irakijczykiem, Alim Husajnem Alim asz-Szamarim. 9 listopada tego samego roku małżeństwo udało się do hotelu Radisson SAS w Ammanie, gdzie zamierzali dokonać zamachu terrorystycznego. Sadżida ar-Riszawi miała wysadzić się w powietrze w sali, gdzie odbywało się przyjęcie weselne, jednak jej pas szahida nie eksplodował. Wówczas jej mąż wypchnął ją z pomieszczenia i sam zdetonował swój pas. Ar-Riszawi opuściła hotel razem z tłumem uciekających ludzi. W budynku zginęło 38 osób, zaś łącznie w serii zorganizowanych tego dnia ataków w Ammanie – 60. Została aresztowana już po zamachu. Jej proces rozpoczął się w kwietniu 2006. W jego trakcie wyemitowano w jordańskiej telewizji zeznania Ar-Riszawi, w których kobieta przyznała się do udziału w ataku terrorystycznym i opisała przebieg zdarzeń. Następnie kobieta odwołała swoje zeznania. Proces zakończył się we wrześniu 2006 wyrokiem skazującym ar-Riszawi na śmierć. Apelacja została odrzucona.
W 2010 dziesięć osób zostało w Jordanii skazanych na kary więzienia za próby porwania jordańskich oficerów wywiadu oraz planowanie ataków terrorystycznych. Celem porwań miało być wymienienie schwytanych oficerów na przebywającą nadal w więzieniu Sadżidę ar-Riszawi. 28 stycznia 2015 Państwo Islamskie opublikowało nagranie, w którym zapowiedziało egzekucję japońskiego zakładnika Kenji Goto oraz pojmanego w Syrii jordańskiego pilota Mu'aza al-Kasasibiego, jeśli Sadżida ar-Riszawi nie zostanie zwolniona. Rząd Jordanii zgodził się zwolnić terrorystkę, jeśli w pierwszej kolejności otrzyma dowód, że pilot nadal żyje. Następnego dnia IS opublikował film przedstawiający zamordowanie al-Kasasibiego. W odpowiedzi w Jordanii wykonano wyroki śmierci przez powieszenie zarówno na Sadżidzie ar-Riszawi, jak i na innym skazany na śmierć terroryście Zijadzie al-Karbulim.